# Karl Ludwig von Bruck (Politiker)

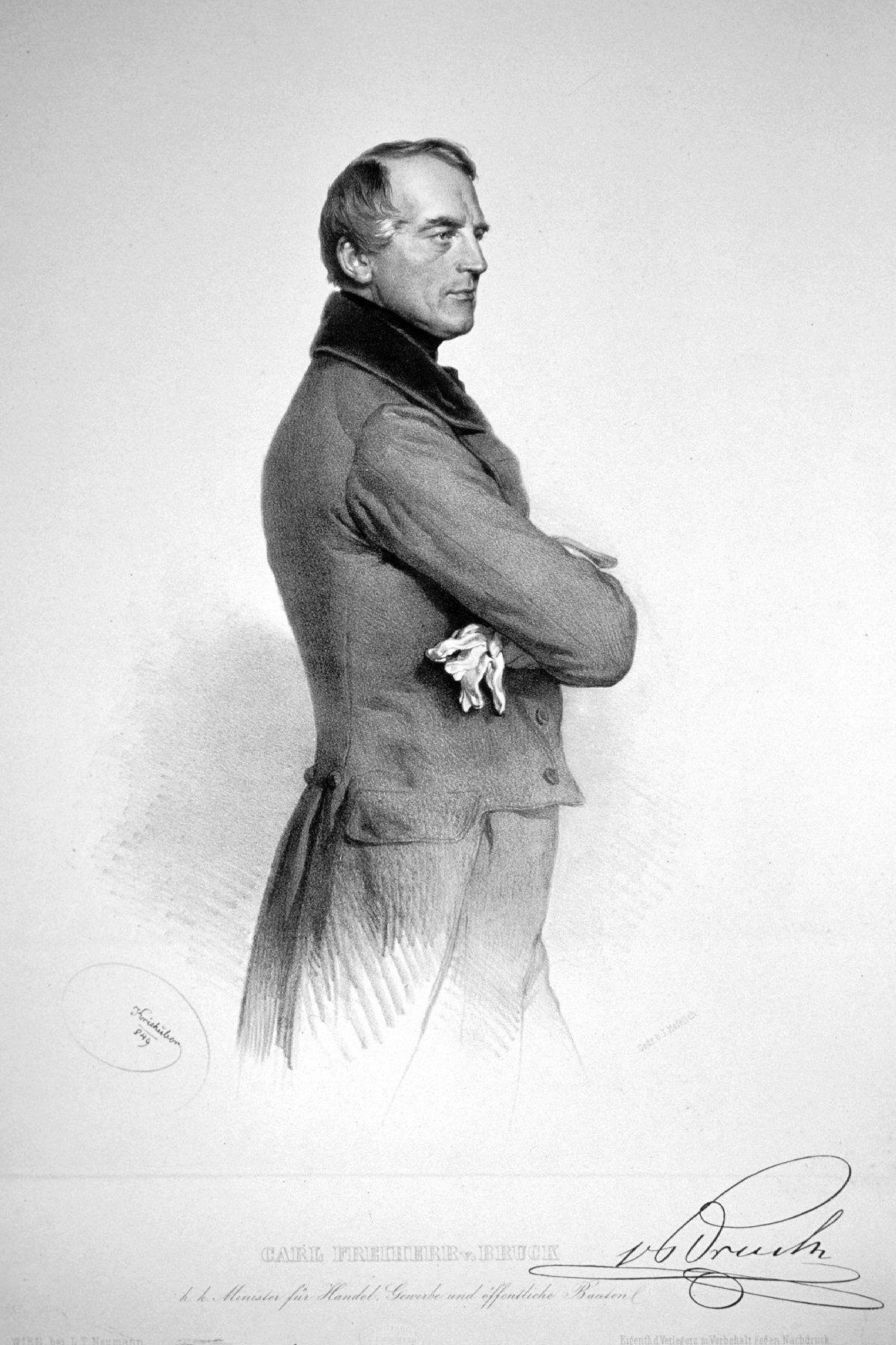
Karl Ludwig Freiherr von Bruck, Lithographie von Josef Kriehuber, 1849

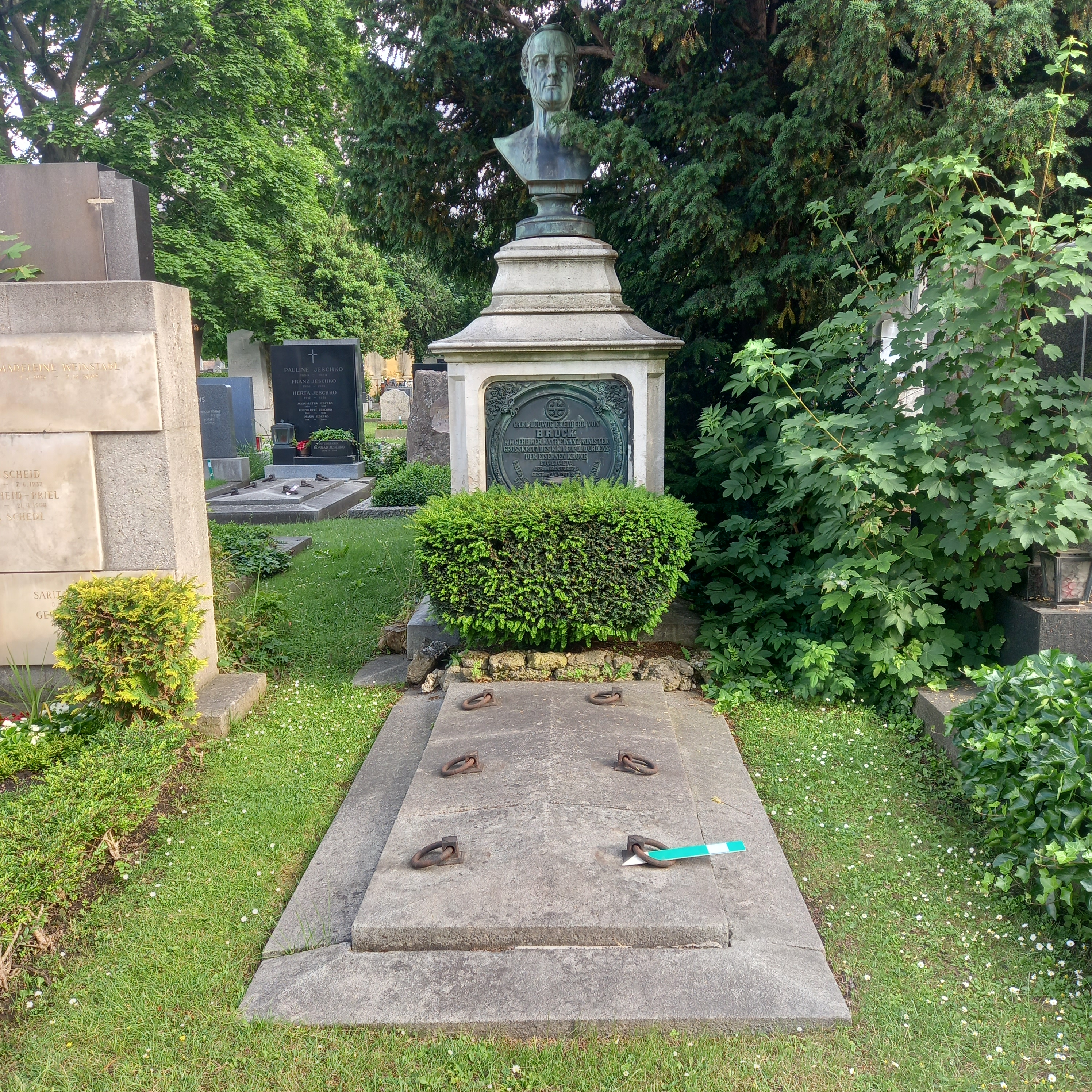
Das Grab von Karl Ludwig von Bruck auf dem Evangelischen Friedhof Matzleinsdorf in Wien

Karl Ludwig Bruck, seit 1844 Ritter von Bruck, seit 1849 Freiherr von Bruck (* 18. Oktober 1798 in Elberfeld, Rheinland (heute Stadtteil von Wuppertal); † 23. April 1860 in Wien) war ein deutscher Kaufmann und späterer österreichischer Minister.

## Leben
Bruck war als Sohn eines Buchbinders geboren worden. Als junger Mann begeisterte er sich wie viele Unterstützer der deutschen Nationalbewegung für die Griechische Revolution. Zur Unterstützung der Revolution reiste er nach Griechenland, ließ sich aber bald im österreichischen Triest nieder und wurde ein erfolgreicher Kaufmann. Unter anderem war er einer der Gründer des Österreichischen Lloyd. Vor allem wegen der positiven Auswirkung der Gesellschaft auf Verkehr und Handel wurde Bruck 1844 geadelt. Erste staatliche Verantwortung übernahm er als Führer der Verhandlungen über die Zollstruktur in Mittelitalien. Vom 18. Mai bis zum 28. November 1848 vertrat er Triest als Abgeordneter in der Frankfurter Nationalversammlung, wo er der konservativen Fraktion Café Milani angehörte. Von September bis Oktober des gleichen Jahres war er auch österreichischer Bevollmächtigter bei der Provisorischen Zentralgewalt in Frankfurt.
Unter der Herrschaft von Kaiser Franz Joseph I. wirkte Bruck in den Jahren 1848 bis 1851 als Handelsminister im Ministerium Schwarzenberg. In dieser Funktion reformierte er das Post- und Konsulatswesen, ordnete die Ausarbeitung eines österreichischen See- und Handelsrechtes an und schuf die Seebehörde sowie die Börse in Triest. Sein großes Projekt war die „mitteleuropäische Zolleinigung“, die nicht nur die Zoll-, sondern auch die Währungs- und Steuersysteme des Deutschen Zollvereins und Österreichs angleichen sollte. Vor allem sollte dieses Vorhaben die Großdeutsche Lösung vorantreiben. Bis zu seinem Rücktritt 1851 erreichte er sein Ziel nicht, führte jedoch ein Jahr später die österreichische Delegation bei der Unterzeichnung von Zoll- und Handelsverträgen zwischen Österreich und Preußen.
Anschließend war Bruck für kurze Zeit Gesandter im Osmanischen Reich. 1855 berief ihn der Kaiser als Finanzminister. In dieser Funktion hatte er maßgeblichen Anteil am Zustandekommen des Wiener Münzvertrages vom 24. Januar 1857 über die Einführung von Vereinsmünzen in Österreich und deutschen Staaten. Der Wirtschaftsexperte förderte insbesondere den Ausbau des Eisenbahnnetzes und gründete die Österreichische Creditanstalt für Handel und Gewerbe sowie weitere Handelskammern und -gerichte. Ab 1859 war er vor allem darum bemüht, die wirtschaftliche Krise und das hohe Staatsdefizit abzuwenden, die sich nach dem Verlust der lombardischen Gebiete durch das Risorgimento entwickelten.
Aufgrund einer Verdächtigung – später zeigte sich „der Verdacht als ganz unwahr und unhaltbar“ – sich persönlich bereichert zu haben, wurde Freiherr Karl Ludwig von Bruck von Franz Joseph „in ungnädiger Weise“ (obwohl ihm der Kaiser tags zuvor noch sein „vollkommen unverändertes kaiserliches Vertrauen“ in einer persönlichen Audienz ausgesprochen hatte) entlassen und starb durch Suizid im Alter von 61 Jahren in der Nacht vom 22. auf den 23. April 1860 in Wien und wurde auf dem Evangelischen Friedhof Matzleinsdorf (Gruft 20) beigesetzt. 

## Nachfahren
Sein gleichnamiger älterer Sohn Karl Ludwig von Bruck (1830–1902) war als Diplomat tätig, sein jüngerer Sohn Otto von Bruck (1832–1897) war Fregattenkapitän und Verwaltungsrat des Österreichischen Lloyd, seine Schwiegertochter war die Schauspielerin Marie Boßler.